# Arthur Berry (dramaturge)
Pour l’article homonyme, voir Arthur Berry.
Arthur Berry, né le 7 février 1925 et mort le 4 juillet 1994, est un dramaturge britannique, poète, enseignant et artiste. Il est connu pour sa présence dans la ville de Burslem.